# Alexander Moissi
Aleksandër Moisiu (în albaneză Aleksandër Moisiu; în germană Alexander Moissi, în italiană Alessandro Moissi; mai bine cunoscut sub numele de Alexander Moissi, n. 2 aprilie 1879 – d. 22/23 martie 1935) a fost un actor de teatru austriac de origine albaneză.

## Biografie
Moissi s-a născut la Trieste în familia lui Moisi Moisiu din Kavaje, un bogat negustor albanez de petrol și grâu. Mama sa, Amalia de Rada din Trieste, provenea dintr-o familie de albanezi din Italia (Arbëresh) și era fiica unui medic florentin.
După o copilărie internațională petrecută la Trieste, Durrës și Graz, tânărul Aleksandër (pe atunci în vârstă de 20 de ani) stabilit cu mama sa și cu cele două surori la Viena. El a început studii de interpretare teatrală la k.k.Hofburgtheater, dar a fost respins din cauza puternicului său accent italian și a trebuit să se limiteze la roluri mute. Rolul său din spectacolul cu piesa Tartuffe de Molière de la Burgtheater din sezonul 1899/1900 l-a uimit pe renumitul actor austriac Josef Kainz, care juca rolul principal.
Ca urmare a încurajării și sprijinului oferit de Kainz, Moissi a început o carieră ca unul dintre marii actori europeni de teatru de la începutul secolului al XX-lea. În anul următor a fost angajat la Noul Teatrul German din Praga și în 1903 s-a alăturat ansamblului de la Deutsches Theater din Berlin, unde a devenit un protejat al influentului regizor Max Reinhardt.
Împreună cu Rudolf Schildkraut a jucat în spectacolul lui Reinhardt cu piesa shakesperiană Neguțătorul din Veneția, arătând un discurs teatral melodios, care, în ciuda primelor recenzii critice l-a făcut în cele din urmă celebru. Moissi și ansamblul lui Reinhardt au efectuat un turneu în Rusia în 1911 și a fost aclamat în Sankt Petersburg de către criticul și dramaturgul Anatoli Lunacearski pentru interpretarea sa din tragedia Oedip de Sofocle. Călătorind prin Europa și America, rolul său cel mai faimos a fost Fedia din Cadavrul viu - a efectuat mai mult de 1400 de reprezentații cu acest rol. În 1914 Moisiu a dobândit cetățeania germană ăentru a deveni voluntar în Primul Război Mondial și în timpul Revoluției Germane din 1918-2919 s-a alăturat Ligii Spartachiste.

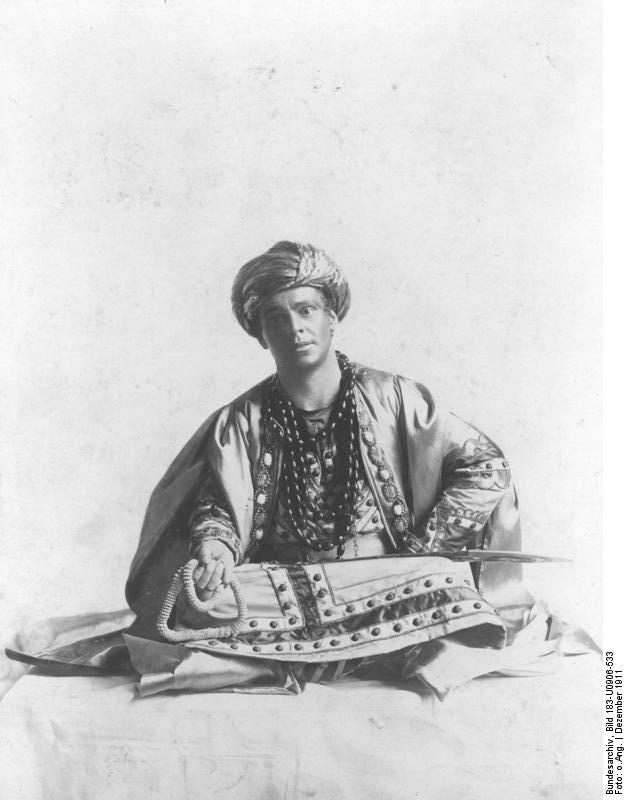
Moissi ca Prințul Kalaf în spectacolul Turandot al lui Gozzi, Teatrul German, Berlin, decembrie 1911

În 1920 el a jucat rolul principal în primul spectacol al piesei Jedermann de Hugo von Hofmannsthal, ce a adaptat piesa englezească La Somonyng de Everyman la Festivalul de la Salzburg. Cu toate acestea, Moissi nu a ținut pasul cu mișcarea teatrală epică și expresionistă inițiată de regizorii Erwin Piscator și Bertolt Brecht. În cele din urmă el a părăsit Germania după Machtergreifung-ul nazist din 1933, iar regele Zog al Albaniei i-a oferit cetățenia albaneză.
Alexander Moissi a murit de pneumonie pe 22 sau 23 martie 1935, cel mai probabil la Viena (alte surse susțin că a murit pe 23 martie 1935 în Lugano) și este îngropat în cimitirul Morcote de lângă Lacul Lugano, în Elveția.

## Activitatea actoricească
În Berlin, Moissi a fost apreciat pentru interpretarea lui Oswald în anul 1906 în Strigoii lui Ibsen și la premiera piesei Deșteptarea primăverii a lui Wedekind. Interpretarea rolurilor principale ale lui Hamlet, Oedip, Faust și multe altele au fost celebrate la acea vreme, la fel ca și vocea și gama lor emoțională. Pe lângă Teatrul German, el a mai jucat la Viena și la Volkstheater și Theaterin der Josefstadt. Deși în primul rând actor de teatru, el a apărut în zece producții cinematografice din 1910 până în 1935, dintre care șapte au fost mute, mai ales în Studentul de la Praga (1913).
Deși era creștin, Moissi a fost de multe ori etichetat ca evreu sau de cel puțin de origine parțial evreiască din cauza numelui lui (care se traduce prin „Moise”) și a relațiilor sale de prietenie cu colegii actori evrei într-un moment când antisemitismul era în creștere. Moissi i-a mustrat pe criticii săi în presa germană, provocând lumea creștină să se ridice la idealurile sale și să renunțe la persecutarea evreilor, menționând că: „Atunci când evreii se referă la morala creștină, umanitatea și valorile sunt călcate în picioare” și „Calea antisemitismului este o întoarcere către zilele întunecate ale Evului mediu”.

## Moștenire

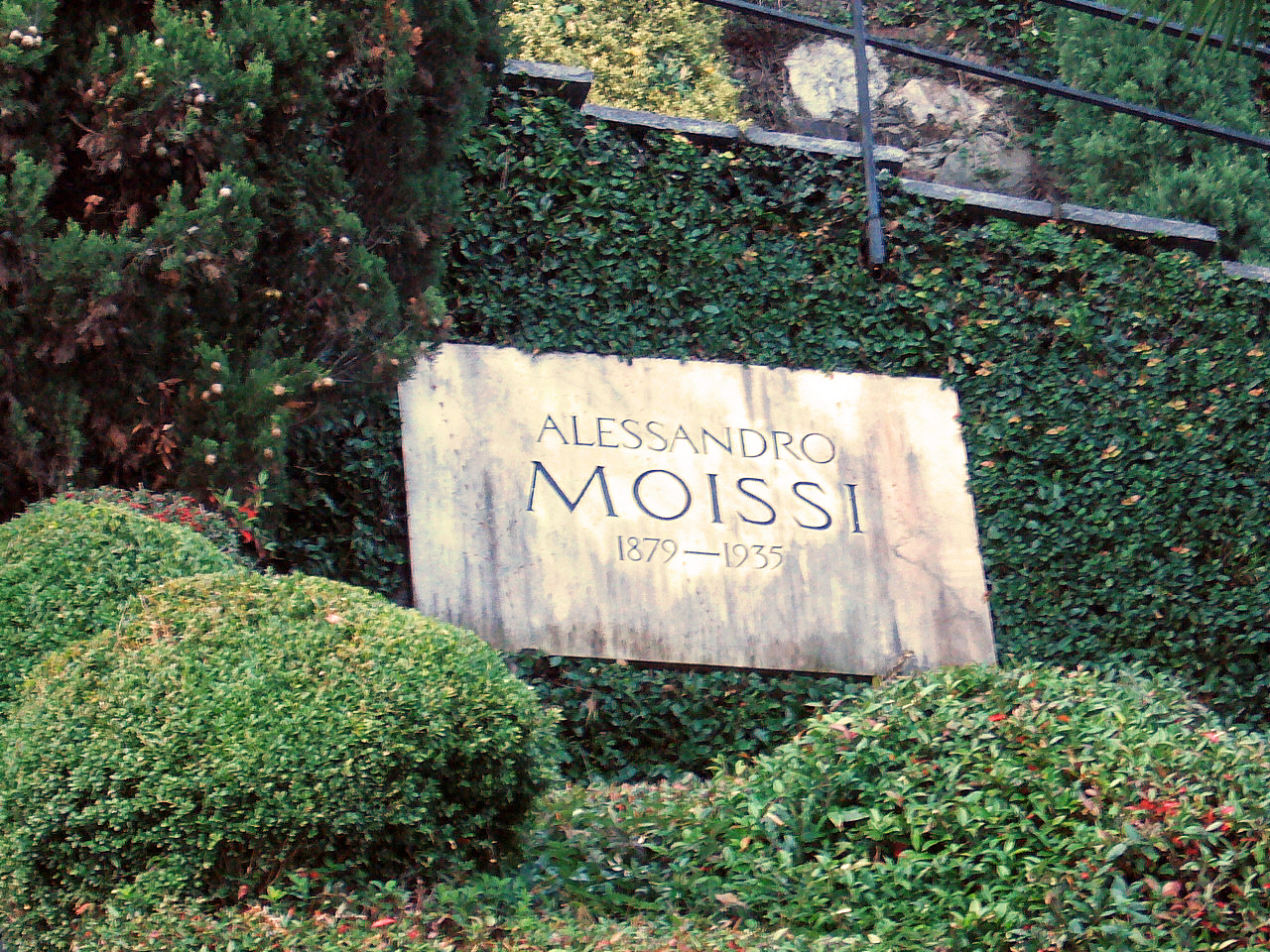
Mormântul lui Moissi, cimitirul Morcote

Au fost numite străzile după Alexander Moissi la Berlin, Salzburg și Viena, unde, de asemenea, a fost dezvelit un monument în anul 2005. În Albania el este venerat ca cel mai important actor național. În onoarea sa, școala de actorie de la Academia de Muzică și Arte din Tirana, precum și universitatea și teatrul orașului Durrës poartă numele „Aleksandër Moisiu”.
În orașul natal al tatălui Kavaje, principalul liceu publice și teatrul local sunt, de asemenea, numite după el. Cea de-a 60-a aniversare de la moartea sa a fost comemorată în Albania în 1995 printr-un an artistic dedicat lui; el a fost sponsorizat de Fundația Aleksandër Moisiu.

## Viața personală
Moissi a fost căsătorit de două ori:
- Prima căsătorie a fost cu Maria Moissi care era din Viena. Ea a fondat școala de teatru Schauspielschule Maria Moissi Berlin, unde soțul ei a predat.[23] Au avut o fiică, Beate Moissi (n. 1908). Alexander Moissi a avut o altă fiică cu Herta Hambach, Bettina Moissi (n. 1923). Bettina s-a căsătorit mai târziu cu colecționarul de artă evreo-american Heinz Berggruen în 1959. Unul dintre cei doi copii ai lor, Nicolas Berggruen, este un finanțist și colecționar de artă miliardar, în timp ce celălalt, Olivier, este istoric de artă.
- A doua sa căsătorie a fost cu actrița germană Johanna Terwin.
- Actorul german Gedeon Burkhard este strănepotul lui Moissi.

## Citate
- „Vocea și gesturile lui Moisiu ne-au arătat ceva nemaivăzut până acum pe scena europeană.” – Franz Kafka
- „Hamlet este scris pentru Moissi, iar Moissi s-a născut doar pentru a-l interpreta pe prințul Danemarcei.” – Max Brod
- „Îl salut pe Aleksandër Moisiu, căruia îi sunt recunoscător pentru totdeauna ca unul dintre cei mai străluciți interpreți ai personajelor mele.” – Luigi Pirandello
- „Omul Sudului, întotdeauna Omul Sudului. Pentru a nu îngheța el își ia soarele din țara sa arunci când pleacă. Ori de câte ori ești cu el vei afla ceva nou despre viața în această lume.” – Stefan Zweig

## Filmografie
- The Night of Queen Isabeau (1920)